# Sanogasta alticola
Sanogasta alticola är en spindelart som först beskrevs av Simon 1896.  Sanogasta alticola ingår i släktet Sanogasta och familjen spökspindlar. Inga underarter finns listade i Catalogue of Life.